# Eanmund del Kent
Eanmund (fl. VIII secolo) fu sovrano del Kent insieme a Sigered.
La sua esistenza si desume dalla testimonianza presente su uno scritto riguardante Sigered del Kent.